# Filippo di Svevia
Filippo di Svevia (Pavia, agosto 1177 – Bamberga, 21 giugno 1208) fu dapprima vescovo di Würzburg dal 1190 al 1191 e, abbandonata la carriera ecclesiastica, margravio di Toscana dal 1195 al 1197, duca di Svevia dal 1196 fino alla sua morte e infine re dei Romani dal 1198 fino alla sua morte in opposizione al rivale della stirpe Welfen Ottone IV; fu assassinato prima di essere incoronato imperatore romano.
La morte dell'imperatore Enrico VI nel 1197 causò il crollo del dominio degli Hohenstaufen nell'Italia imperiale, che si estendeva fino alla Sicilia, e creò un vuoto di potere nell'impero a nord delle Alpi. In un impero privo di una costituzione scritta, le reticenze attorno alla regalità del figlio minore Federico portarono a due elezioni reali nel 1198, che sfociarono nella disputa sul trono "tedesco": i due re eletti, Filippo di Svevia e il Welfen Ottone di Brunswick, divenuto poi imperatore Ottone IV, rivendicarono ciascuno per sé la carica di re. Negli anni successivi, entrambi gli avversari cercarono di vincere il conflitto attraverso il sostegno europeo e papale, con l'aiuto di denaro e doni, con apparizioni pubbliche dimostrative e rituali (comunicazione simbolica), con aumenti di rango o con misure militari e diplomatiche. Filippo fu sempre più in grado di affermare la sua regalità contro Ottone nel regno a nord delle Alpi. All'apice del suo potere, tuttavia, fu assassinato nel 1208. Ciò pose fine anche alla disputa per il trono. Il suo avversario Ottone trovò rapidamente il riconoscimento della sua regalità. Filippo fu il primo re romano-tedesco a essere assassinato durante il suo regno. Nei posteri, Filippo è uno dei sovrani Staufer meno conosciuti.

## Biografia

### Contesto

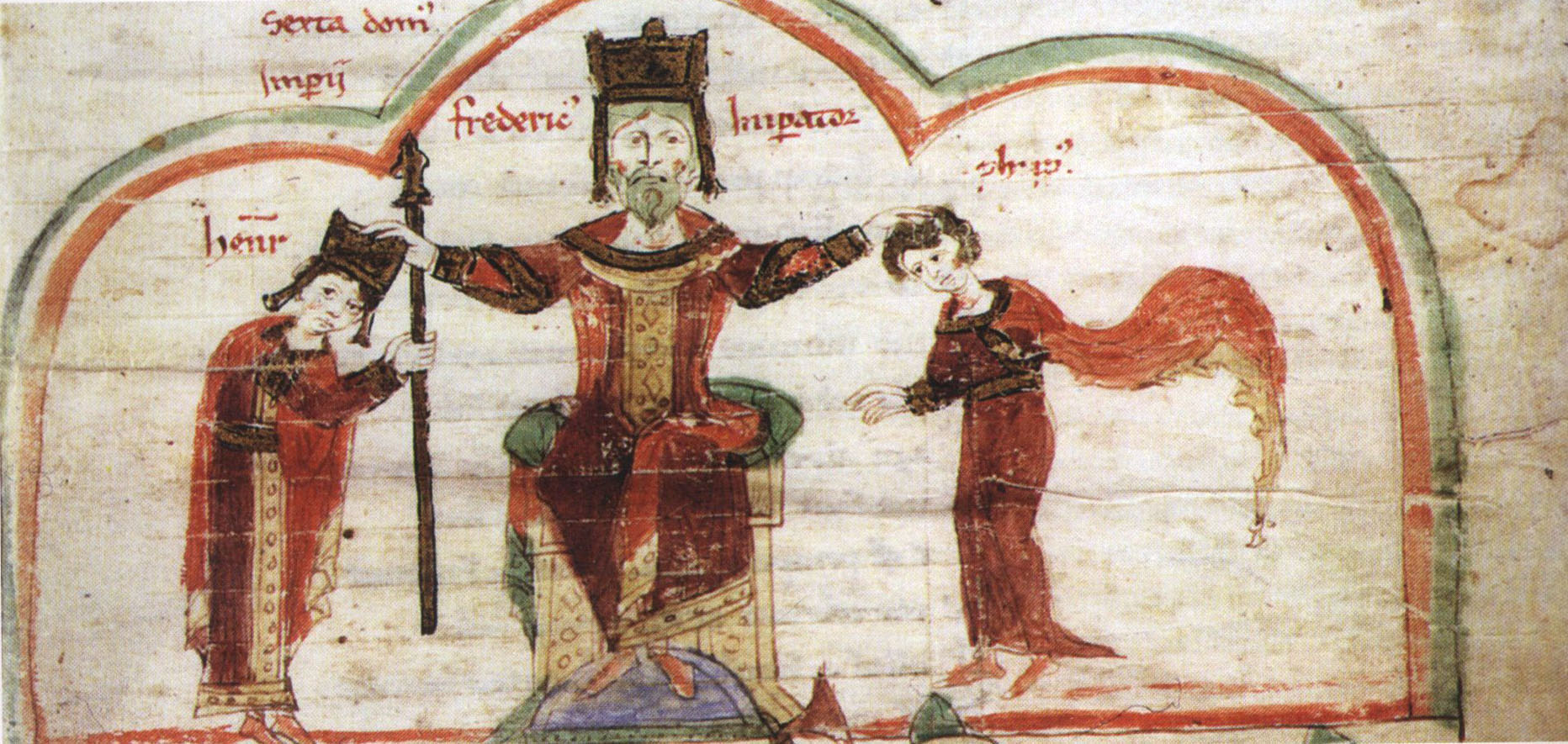
Federico Barbarossa con i suoi figli Enrico (VI) e Filippo. miniatura de Liber ad honorem Augusti di Pietro da Eboli, Biblioteca della Borghesia di Berna, codice 120 II, fol. 143r.

Filippo apparteneva alla stirpe degli Staufer, nome conferito dagli storici del XV secolo. La discendenza e le origini della famiglia sono ancora oggi poco chiare; gli antenati da parte paterna erano insignificanti e i loro nomi non sono stati tramandati. Tutto ciò che si sa del bisnonno del Barbarossa, Federico di Büren, è che sposò una donna di nome Ildegarda. Alcuni anni fa si presumeva che la tenuta di Schlettstadt non appartenesse a Ildegarda, ma a Federico stesso, e che quindi gli Staufer non fossero una famiglia sveva ma alsaziana. Secondo questa teoria, la famiglia si sarebbe espansa nella valle della Rems, nella Svevia orientale, solo intorno al 1100, sotto il duca Federico I.
Molto più importante per la stirpe Staufer era il prestigioso rapporto con i Salici da parte di madre. La nonna di Federico Barbarossa era infatti Agnese, figlia del sovrano salico Enrico IV di Franconia. Il padre di Filippo si considerava discendente del primo imperatore salico Corrado II, e si riferiva più volte a quest'ultimo nei documenti come suo antenato. Dopo l'estinzione della dinastia salica nel 1125, la stirpe degli Staufer rivendicò senza successo la regalità, prima attraverso Federico II e poi attraverso Corrado III. Nel 1138, Corrado III fu eletto re con successo, rendendo gli Staufer una stirpe regia. Nel 1152, la regalità passò senza problemi al nipote di Corrado, Federico Barbarossa, che dal 1155 fu anche imperatore dei Romani. Questo fu in conflitto con papa Alessandro III per decenni. In una società guerriera, l'honor determinava il rango sociale e le violazioni dell'honor del capo dell'impero era anche una violazione della dignità dell'impero. La preservazione dell'honor imperii, che l'imperatore vedeva attaccato dal cardinale Rolando, poi papa Alessandro III, e la conseguente necessità di vendicarsi, portarono a lunghi conflitti con il papato. Fu solo nel 1177 che il conflitto venne risolto con la pace di Venezia.

### Origini e giovinezza
Filippo nacque a Pavia o nelle sue vicinanze, figlio minore dell'imperatore Federico I Barbarossa e di sua moglie Beatrice, e apparteneva alla stirpe degli Staufer; questi non avevano mai usato il nome Filippo prima di allora. Il nome fu probabilmente dato dall'arcivescovo di Colonia, Filippo I di Heinsberg, che all'epoca era un importante aiutante e confidente di Federico Barbarossa. Il nome dell'arcivescovo di Colonia divenne così parte del patrimonio onomastico della dinastia reale. Per Gerd Althoff, questo onore dimostrativo «rende tangibili i preparativi del Barbarossa per il confronto con Enrico il Leone». Poco dopo, l'arcivescovo di Colonia fu determinante nel rovesciamento del potente duca di Baviera e Sassonia.
Da bambino, Filippo era destinato a una carriera ecclesiastica e per questo imparò a leggere e anche il latino. Filippo probabilmente insegnò per un certo periodo nel monastero dei premostratensi di Adelberg. Dall'aprile 1189 al luglio 1193 Filippo fu prevosto della Marienstift di Aquisgrana. Il padre di Filippo, nel frattempo, era partito per la terza crociata nel 1189, ma annegò nel fiume Saleph, nell'Anatolia sudorientale nel 1190. Gli successe il fratello di Filippo, Enrico VI. Tra il 1190 e il 1191, Filippo fu eletto vescovo di Würzburg, ma Enrico probabilmente non riuscì a far consacrare suo fratello.
Nel 1186, Enrico aveva sposato Costanza di Sicilia, zia del re di Sicilia Guglielmo II. Ciò diede agli Staufer l'opportunità di unire il regno normanno all'Impero (unio regni ad imperium). Tuttavia, ciò peggiorò le relazioni con il papa, che voleva far valere le sue pretese feudali sul regno di Sicilia. Nella primavera del 1193, Filippo lasciò lo stato clericale, forse perché la coppia imperiale era senza figli. Anche gli altri fratelli di Filippo non avevano figli: il duca Federico VI di Svevia era già morto e suo fratello Corrado II di Rothenburg, che gli succedette come duca svevo, non era sposato; inoltre, il fratello di Filippo, Ottone, conte palatino di Borgogna, non aveva ancora discendenti maschi. Tuttavia, le preoccupazioni della coppia imperiale si rivelarono infondate: la moglie di Enrico, Costanza, diede alla luce a Jesi il 26 dicembre 1194 un figlio, il futuro imperatore Federico II. Nel 1194/95 Filippo era in Italia in compagnia del fratello e imperatore. Durante l'assenza di esso, i principi elessero il figlio Federico, di due anni, come re dei Romani a Francoforte alla fine del 1196: Enrico voleva infatti che la sua successione fosse regolata prima di partire per la crociata.
Per migliorare le relazioni con Bisanzio, l'imperatore fece sì che Filippo sposasse la principessa bizantina Irene. Filippo accompagnò il fratello imperatore nel suo viaggio in Sicilia. Fu nominato duca di Tuscia a Bari nella Pasqua del 1195. Non è chiaro quali misure Filippo intraprese per consolidare il suo dominio. In ogni caso, papa Celestino III lo scomunicò a causa delle sue attività di duca di Tuscia in Italia. Il 3 maggio 1196, Filippo fu documentato per l'ultima volta come duca di Tuscia. Dopo la morte del fratello Corrado, Filippo fu infeudato del ducato di Svevia nell'agosto/settembre 1196. Il matrimonio con Irene avvenne probabilmente nella Pentecoste del 1197, o su una collina chiamata Gunzenle, vicino ad Augusta. Dal matrimonio con la principessa bizantina nacquero quattro figlie (Beatrice la Vecchia, Cunegonda, Maria e Beatrice la Giovane) e probabilmente nessun figlio maschio.

### Disputa sul trono

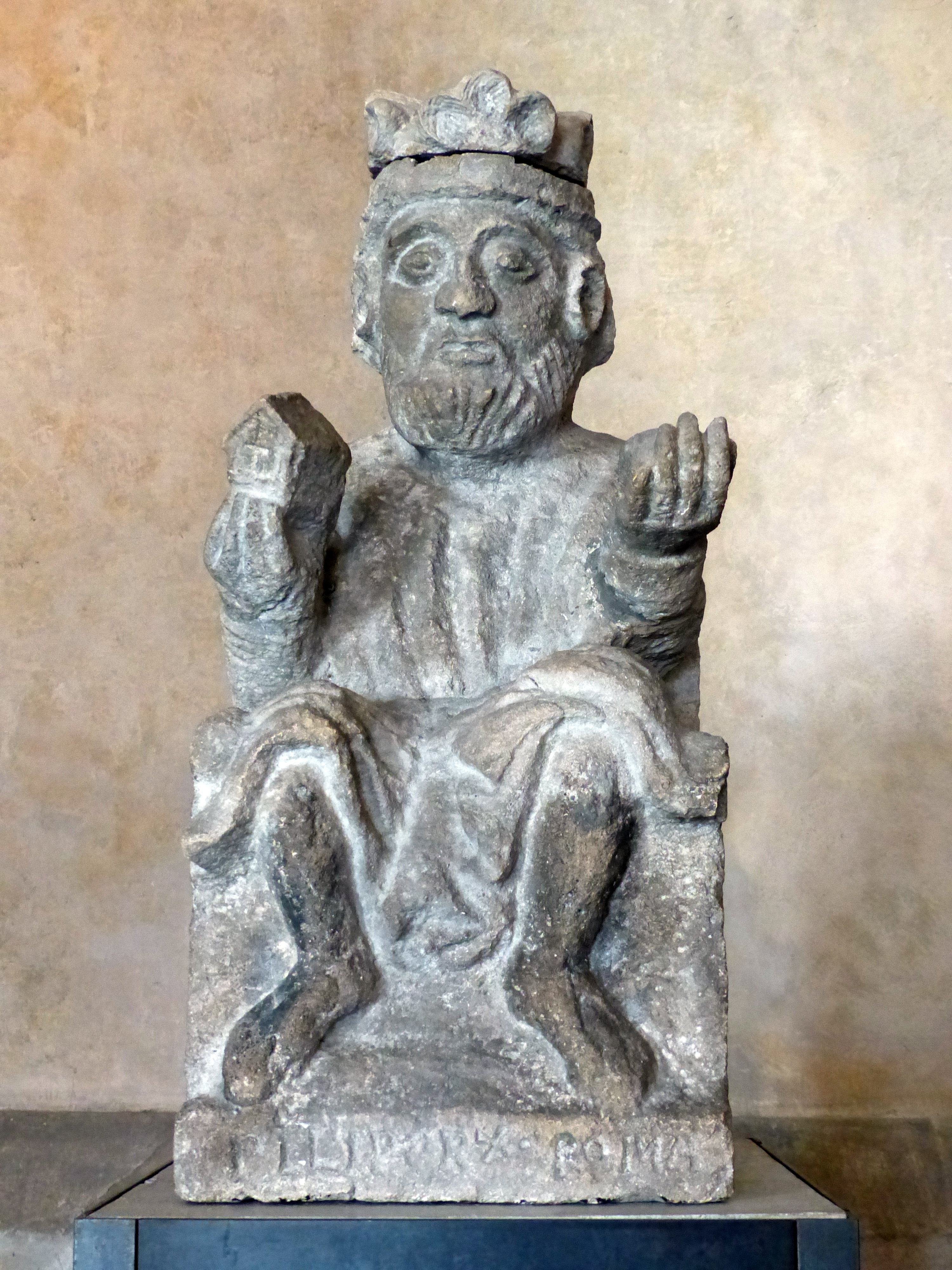
Statua (1207) di Filippo di Svevia sul ponte di pietra a Ratisbona, museo storico di Ratisbona.

#### Scoppio del conflitto
Nel settembre 1197 Filippo si recò verso in Puglia per far visita al nipote Federico II a scopo di accompagnarlo ad Aquisgrana per l'incoronazione. A Montefiascone, a nord di Viterbo, Filippo sembra aver appreso della morte del fratello Enrico VI, avvenuta a Messina il 28 settembre 1197. Alla notizia della sua morte, Filippo cercò di assicurare la regalità al nipote Federico. Il 21 gennaio 1198, Filippo emise un documento per i cittadini di Spira in cui dichiarava di agire per conto del re Federico.
Tuttavia, l'arcivescovo di Colonia Adolfo stava già iniziando a radunare gli oppositori degli Staufer intorno al proprio candidato a re, ancora da designare. La scelta cadde infine su Ottone di Poitou, figlio di Enrico il Leone e nipote del re inglese Riccardo Cuor di Leone. Non era affatto il candidato preferito da Adolfo, poiché l'arcivescovado di Colonia aveva tratto notevoli vantaggi dalla caduta del potente duca Enrico il Leone: la scelta venne imposta da un gruppo di cittadini facoltosi, che ne organizzarono l'elezione. Le resistenze dell'arcivescovo vennero meno quando ciò gli permise di ridurre l'elevato carico di debiti della sua Chiesa. Di conseguenza, su sollecitazione dei principi sassoni di Nordhausen, Filippo acconsentì alla propria candidatura, e il 6 marzo 1198 dichiarò la sua disponibilità a farsi eleggere re davanti ai grandi ecclesiastici e secolari presenti a Ichtershausen. Due giorni dopo fu eletto re a Mühlhausen. L'elezione avvenne nella domenica Laetare, un giorno di notevole importanza simbolica nella tradizione reale degli Staufer. Per il resto, c'erano alcune "lacune simboliche": tutti e tre gli arcivescovi renani, che tradizionalmente svolgevano un importante atto cerimoniale di investitura, erano assenti all'elezione e Mühlhausen era un luogo insolito per un'elezione reale: nel periodo degli Staufer, infatti, è attestato il soggiorno di un solo sovrano a Mühlhausen prima dell'elezione a re di Filippo. Con questa scelta, Filippo potrebbe aver voluto cancellare simbolicamente l'umiliazione nella memoria storica che il suo prozio Corrado III aveva subito a Mühlhausen nell'autunno del 1135 durante la sua sottomissione a Lotario II/III di Supplimburgo. Per contralto, però, le insegne imperiali (corona imperiale, spada imperiale e sfera imperiale) erano in possesso di Filippo. Ottone fu eletto solo il 9 giugno 1198 a Colonia dall'arcivescovo, che aveva comprato i voti degli arcivescovi assenti. Solo altri due vescovi e tre abati parteciparono all'elezione del Welfen. Dopo la sua elezione, Filippo non riuscì ad ottenere rapidamente l'incoronazione, preferendo ritirarsi invece a Worms presso il suo confidente Lupold. Il comportamento esitante di Filippo diede a Ottone l'opportunità di essere incoronato dal legittimo coronatore ("coronatore del re") Adolfo di Colonia il 12 luglio 1198 nella tradizionale sede reale di Aquisgrana.
In un impero privo di una costituzione scritta, era necessario trovare una soluzione alle rivendicazioni in competizione tra loro, in base a un sistema di governo consensuale. Queste consuetudini venivano concordate attraverso la consultazione negli Hoftag, nei sinodi o in altre tipologie di riunioni. Il consenso che ne derivava era la procedura più importante per stabilire l'ordine nel Medioevo. In una lotta per il trono, uno dei rivali poteva prevalere a lungo termine solo se all'altra parte veniva offerto un risarcimento tangibile. Bisognava trovare un compromesso con l'avversario sconfitto, che gli permettesse di rinunciare alla carica di re preservando il suo honor.
Nei primi mesi dopo la sua elezione a re, Filippo si astenne dall'emettere diplomi e dall'affermare con questo mezzo la sua regalità. Il suo primo diploma sopravvissuto, emessa a Worms per il vescovo Bertram di Metz, risale al 27 giugno 1198. Due giorni dopo, Filippo stipulò un'alleanza con il re di Francia Filippo II Augusto. Nel duomo di Magonza, l'8 settembre 1198, Filippo fu incoronato non dall'arcivescovo di Colonia, come da consuetudine, ma dall'arcivescovo borgognone Aimo di Tarentaise. Non è chiaro se anche sua moglie sia stata incoronata. Nonostante queste violazioni delle consuetudines nella sua elezione e incoronazione a re, Filippo riuscì a riunire la maggioranza dei principi dietro di sé: per essi fu determinate nella scelta come sovrano di Filippo l'estensione dei suoi possedimenti, la sua discendenza e le sue origini. Nel 1199, Ottone IV respinse il tentativo dell'arcivescovo di Magonza Corrado di Wittelsbach di mediare la disputa sul trono.
Entrambe le parti si aspettavano che papa Innocenzo III li incoronasse imperatore nel prossimo futuro, riconoscendo così il loro dominio. Il papa prese tempo prima di decidere a favore di una delle parti in conflitto. Ciò diede alle parti l'opportunità di contattare più volte Innocenzo attraverso lettere e legazioni. Innocenzo voleva impedire una riunificazione (unio regni ad imperium) del regno di Sicilia, di cui era e voleva rimanere feudatario, con l'Impero, ed era preoccupato per le sue pretese sull'Italia centrale. Per il papa, la questione dell'obbedienza era uno dei fattori decisivi per stabilire quale candidato dovesse ricevere il favore papale, il favor apostolicus. A differenza di Ottone, però, Filippo si comportò in modo molto più riservato nei confronti del papa su questo tema.
Nei primi mesi del 1199, la fazione Welfen chiese la conferma della decisione e l'invito del papa all'incoronazione imperiale. Il 28 maggio 1199, la fazione degli Staufer redassero la dichiarazione dei principi di Spira: in esso, Filippo risulta avesse nella propria fazione 4 arcivescovi, 23 vescovi imperiali, 4 abati imperiali e 18 principi imperiali secolari. Nel documento, essi invocarono con fiducia alla maggioranza principesca e annunciarono che si sarebbero recati in Italia per l'incoronazione imperiale.
A cavallo dell'anno 1200/01, il papa sottopose ad un esame critico i candidati all'incoronazione imperiale. Nella Deliberatio domni pape Innocentii super facto imperii de tribus chooses, il papa espose le ragioni a favore e contro l'idoneità dei rispettivi candidati. Il nipote di Filippo, Federico II, fu escluso a causa della sua giovinezza, e Filippo stesso era, agli occhi di Innocenzo, figlio di una razza di persecutori (genus persecutorum) della Chiesa. Suo padre Federico Barbarossa aveva combattuto per anni contro il papa; al contrario, gli antenati di Ottone erano sempre stati fedeli sostenitori della Chiesa e Ottone aveva anche fatto ampie concessioni al papa: infatti l'8 giugno 1201, con il giuramento di Neuss, questo assicurò il pontefice che non avrebbe cercato di unire la Sicilia all'Impero. Il papa decise quindi a favore del Welfen e scomunicò il suo avversario. Il verdetto papale a favore di Ottone, tuttavia, non ebbe grandi effetti nell'Impero.

#### Consolidamento del dominio degli Staufer

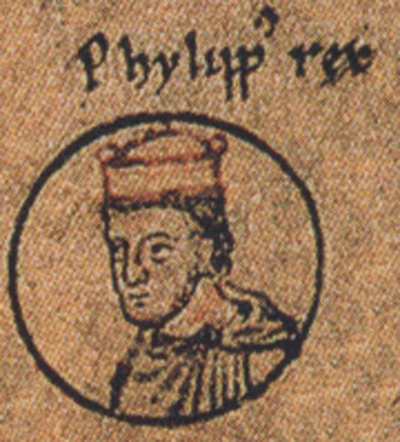
Rappresentazione di Filippo nella chronica sancti Pantaleonis, Colonia, abbazia di San Pantaleone, intorno al 1237, Wolfenbüttel, Herzog August Bibliothek, Cod. Guelf. 74.3 Aug. 2°.

Da quel momento in poi, entrambi i sovrani cercarono di conquistare gli indecisi o gli avversari. Per raggiungere questo obiettivo, le battaglie decisive furono meno numerose, ma i legami personali tra il sovrano e i grandi dovettero essere rafforzati. Ciò si otteneva favorendo parenti e amici fedeli con doni o con il trasferimento di Reichsgut (proprietà imperiali), oppure attraverso una politica matrimoniale volta a rafforzare la partigianeria o a incoraggiare un cambio di partito. In una società altamente aristocratica, entrambi i rivali al trono dovevano mostrare considerazione per il rango e la reputazione dei grandi, del loro honor.
Negli anni successivi alla disputa per il trono, gli atti di rappresentanza del potere assunsero un'enorme importanza, perché non solo mettevano in mostra la regalità, ma mostravano anche il ruolo dei grandi nel rispettivo sistema di potere. Tuttavia, Filippo fece ben poco per simboleggiare la sua regalità. Nel 1199, Filippo celebrò il Natale con immenso splendore (cum ingenti magnificentia) a Magdeburgo e quindi nelle immediate vicinanze di Braunschweig, possedimento più importante dei Welfen. La precedente storiografia aveva criticato le grandi spese per le feste di corte come uno spreco, presupponendo una modernizzazione coerente e un esercizio del potere più efficace: studi più recenti concepiscono le risorse profuse nelle feste di corte non tanto come spese inutili, quanto piuttosto come mezzi per acquisire fama e onore. L'Hoftag di Magdeburgo a Natale è considerata il primo momento della battaglia per la regalità. Alcuni dei principi presenti dichiararono pubblicamente per la prima volta il loro sostegno agli Staufer. Erano presenti il cronista delle Gesta dei vescovi di Halberstadt e il poeta Walther von der Vogelweide. La descrizione di Walther del grande splendore del Natale nel Primo Philippston aveva lo scopo di convincere i principi assenti a unirsi ai Turingi e ai Sassoni. I ricchi abiti e il comportamento maestoso dei partecipanti alla festa avevano lo scopo di dimostrare l'idoneità di Filippo alla regalità. Il giorno di Natale, il re si recò in processione solenne con la moglie splendidamente vestita alla funzione religiosa sotto la corona. Il duca sassone Bernardo portò avanti la spada del re per dimostrare il suo sostegno agli Staufer. Il servizio con la spada non era solo una distinzione onorevole, come gli studiosi hanno a lungo ipotizzato, ma secondo Gerd Althoff anche un segno di subordinazione dimostrativa. Tali dimostrazioni enfatizzavano i legami personali, poiché lo stesso Bernardo aveva ancora intenzione di combattere per Filippo nel 1197. Inoltre, egli vedeva nell'appoggio degli Staufer come la migliore assicurazione contro il rischio di un'eventuale revoca del ducato sassone da parte di Ottone, ducato del padre. Con la stessa solennità di Magdeburgo, il 9 settembre 1201, alla presenza di Filippo, fu celebrata l'elevazione delle spoglie dell'imperatrice Cunegonda, canonizzata da Innocenzo III nel 1200.
A differenza del padre Federico Barbarossa, Filippo non prese in considerazione progetti matrimoniali con case reali straniere, in quanto la sua politica matrimoniale era esclusivamente legata alla disputa per il trono. Nel 1203, tentò di raggiungere un compromesso con il papa attraverso un progetto matrimoniale in cui Filippo voleva dare in sposa una delle sue figlie al nipote di Innocenzo (o il fratello Riccardo). Tuttavia, lo Staufer non si impegnò su punti importanti come l'organizzazione di una crociata, la restituzione alla Chiesa romana di beni confiscati illegalmente o la concessione di elezioni canoniche, il che fece fallire l'accordo con il pontefice.

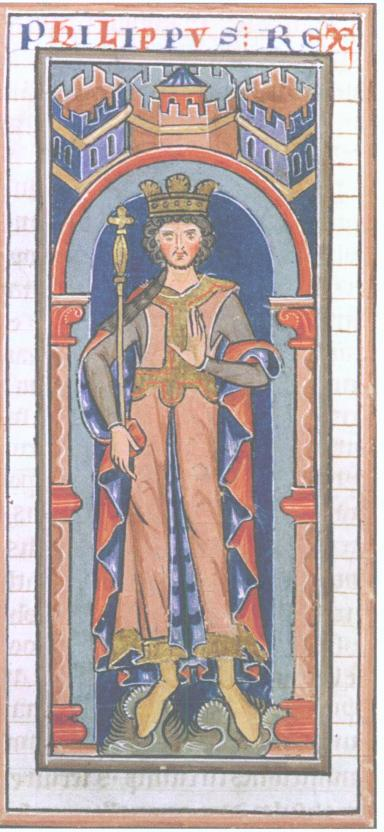
Rappresentazione di Filippo di Svevia nella Chronica regia Coloniensis (XIII secolo), Bruxelles, Bibliothèque royale, Ms. 467, fol. 138^{r}

A differenza di Ottone, Filippo era pronto a premiare i risultati dei suoi fedeli seguaci. Attraverso doni e ricompense lo Staufer riuscì ad attirare al suo fianco sostenitori Welfen di alto rango. Ricompensare i seguaci fedeli era uno dei compiti più importanti di un sovrano: Filippo fece ciò in diverse occasioni, come quando nel 1198 elevò il duca boemo Ottocaro I a re per ringraziarlo del suo sostegno alla lotta, o ancora quando ricompensò il conte Guglielmo di Jülich con doni preziosi per la sua dichiarata volontà di conquistare tutti gli importanti sostenitori di Ottone a favore degli Staufer. Ottone, invece, nella primavera del 1204, addirittura negò a suo fratello, il conte palatino Enrico, la città Braunschweig e il castello di Lichtenberg: in risposta a questo rifiuto, questo passò alla fazione Staufen, ricevendo in cambio la restituzione della contea palatina e venendo infeudato del baliato su Goslar, oltre che ricompensato con pagamenti in denaro. Il cambio di fazione del conte palatino e fratello di Ottone causò un ampio movimento di allontanamento dalla fazione Welfen.
Durante l'assedio di Weißensee, il 17 settembre 1204, il langravio Ermanno di Turingia si sottomise umilmente a Filippo. È l'unico caso di sottomissione (deditio) per il quale le fonti forniscono informazioni dettagliate sul rito di sottomissione. Arnoldo di Lubecca riporta infatti che Filippo rimproverò il langravio della sua «slealtà e stupidità» «mentre giaceva a terra per tanto tempo» e solo dopo l'intercessione dei presenti fu sollevato da terra e ricevette il bacio di pace dallo Staufer. Ermanno aveva inizialmente appoggiato Ottone, era passato a Filippo nel 1199 e poi di nuovo ad Ottone nel 1203/04. Dopo la sua sottomissione, il langravio poté mantenere la sua carica e i suoi possedimenti. Ermanno rimase nel campo degli Staufer fino all'assassinio di Filippo.
Nel novembre 1204, anche l'arcivescovo di Colonia, Adolfo, ed Enrico I di Brabante passarono dalla parte di Filippo a Coblenza. Enrico di Brabante ricevette in ricompensa Maastricht e Duisburg; l'arcivescovo di Colonia poté invece mantenere il suo ruolo nell'elezione e nella consacrazione del re e fu ricompensato con 5.000 marchi per la sua defezione a favore di Filippo. Le crescenti transazioni monetarie nel Pieno Medioevo influenzarono i principi nelle loro decisioni di fornire assistenza militare o di schieramento. Con il passaggio dell'arcivescovo di Colonia alla fazione di Filippo, anche la produzione di diplomi di Filippo aumentò notevolmente. Tuttavia, la maggioranza dei cittadini di Colonia rimase dalla parte dei Welfen. Le promesse di sostegno di Adolfo I di Colonia e di Enrico I di Brabante furono documentate per la prima volta dopo l'accordo tra gli Staufer e gli Zähringen del 1152. La doppia elezione è quindi considerata anche un punto di svolta, poiché segna l'inizio delle alleanze scritte nell'Impero a nord delle Alpi. Durante la disputa per il trono aumentò anche il numero di trattati stipulati. Tuttavia, questi accordi scritti, in un contesto in cui i grandi cercavano di sfruttare la situazione politica per espandere i loro principati, venivano regolarmente infranti per motivi politici: il solo langravio Ermanno di Turingia, cugino di Filippo di Svevia, cambiò schieramento cinque volte tra lo scoppio della disputa per il trono e l'elezione di Federico II nel settembre 1211. Secondo Stefan Weinfurter anche la relativizzazione del giuramento a causa del papa fu un fattore chiave nella rottura del contratto, in quanto esso esortò i principi spirituali e secolari a sottomettersi esclusivamente al suo giudizio. Nel 1207 fu concordato con il duca di Brabante Enrico I che suo figlio Enrico (II), futuro duca, avrebbe sposato la figlia di Filippo, Maria: questo aveva lo scopo di legare strettamente il duca alla regalità degli Staufer.
Dopo i lunghi conflitti tra l'arcivescovo di Colonia e Filippo, fu necessario ristabilire l'ordine in modo dimostrativo. Filippo entrò a Colonia nella simbolica Domenica delle Palme. L'adventus (ingresso del sovrano) aveva «la funzione di un omaggio, di un riconoscimento solenne del governo del re». Anche numerosi sostenitori Welfen nel Basso Reno e in Vestfalia si erano uniti agli Staufer. Filippo era ora in grado di unire dietro di sé un gran numero di sostenitori nel regno. La base del successo di Filippo contro i sostenitori di Ottone fu «un misto di minacce, promesse e doni». In occasione della rinnovata incoronazione ad Aquisgrana, l'arcivescovo di Colonia andò incontro allo Staufer con «il massimo splendore e disponibilità al servizio» davanti alle mura. L'arcivescovo riconobbe così pubblicamente Filippo come re. Nel gennaio 1205, Filippo depose in modo dimostrativo la corona e si fece incoronare nuovamente il 6 gennaio nel luogo tradizionale dell'incoronazione ad Aquisgrana dal coronatore vero e proprio ("coronatore del re"), l'arcivescovo di Colonia. Adottando questa misura, Filippo mostrò considerazione per l'honor dell'arcivescovo e, preservando il suo diritto di essere incoronato ad Aquisgrana, rese anche accettabile la sua sottomissione al re, a lungo combattuta. La ripetizione dell'incoronazione rimosse anche la macchia della prima incoronazione del 1198.
Il 27 luglio 1206, Filippo sconfisse un esercito composto principalmente da residenti di Colonia vicino a Wassenberg. Questa fu l'unica volta in cui gli eserciti dei due re si scontrarono. Dopo la battaglia i due re si incontrarono per la prima volta. L'incontro avvenne in un clima di riservatezza (colloquium familiare) e garantì la necessaria considerazione per l'honor dei due re. I negoziati diretti in pubblico erano infatti piuttosto insoliti all'epoca. Tuttavia, i negoziati fallirono. Anche la Curia si accorse del declino di Ottone nell'impero. Nel 1207/08 il papa si avvicinò a Filippo e iniziarono le trattative per l'incoronazione imperiale.

### La corte
A partire dal XII secolo, la corte divenne un'istituzione centrale del governo reale e principesco. Era un «centro decisionale e un teatro di potere, un centro di consumo e di intrattenimento, un luogo di distribuzione, una sede di intermediazione per il potere, il denaro, i beni e le opportunità sociali, per i gusti, le idee e le mode di ogni genere». La regalità medievale veniva esercitata attraverso un governo itinerante, non esistendo ancora il concetto di capitale. Filippo dovette quindi viaggiare attraverso il regno per stabilire il suo dominio e la sua autorità. I grandi del regno si riunivano negli Hoftag per le consultazioni. Si conoscono 28 Hoftag durante il regno di Filippo, anche se solo dodici di queste si svolsero all'interno della sfera di potere degli Staufer. Si sa che tra il 1198 e il 1208 parteciparono alla corte di Filippo poco più di 630 persone. Circa 100 persone appartenevano alla corte interna di Filippo: infatti di queste 630 persone solo 100 sono «attestate in una densità un po' più evidente alla corte degli Staufer». Particolarmente in vista a corte furono i vescovi Corrado di Querfurt, Arduico/Hartwig di Eichstätt, Corrado IV di Ratisbona e, soprattutto, Corrado di Spira. Tra i principi secolari, invece, nessuno è così strettamente e frequentemente attestato a corte come Corrado di Spira. Bernardo di Sassonia, Ludovico di Baviera e Teodorico I di Meißen mantennero probabilmente i contatti più intensi con la corte: essi infatti avevano beneficiato in modo significativo dalla caduta di Enrico il Leone e temevano l'accesso di suo figlio Ottone all'eredità dei Welfen. Il maresciallo Enrico di Kalden ebbe un'importanza eccezionale tra i ministeriali: esso infatti non era solo un capo militare, ma influenzò anche la politica di Filippo grazie a un incontro personale con Ottone IV. È citato in più di 30 diplomi e anche in fonti narrative.
La parte più importante della corte era la cancelleria, e quella di Filippo si rifaceva alla tradizione di Enrico VI. Anche sotto altri aspetti il sistema documentario di Filippo non si discostava da quello dei suoi predecessori Staufer. A differenza dei suoi predecessori, il suo rivale Ottone IV e il suo successore Federico II, Filippo usò solo alcuni tipi di sigillo. Ci sono testimonianze di sigilli ducali per la Tuscia e la Svevia, nonché di un sigillo di cera e di un toro d'oro per il periodo reale. Ciò è probabilmente dovuto al fatto che non ottenne la corona imperiale, che avrebbe comportato un cambio di titolo. Nell'emettere i suoi diplomi, Filippo estese notevolmente il suo raggio d'azione a nord, a nord-ovest (Brema, Utrecht, Zutphen) e sud-ovest (Savoia, Valenza) per affermare la sua regalità. Con l'emissione di diplomi, Filippo voleva anche rafforzare la fedeltà dei suoi sostenitori in queste aree. Il suo itinerario è basato dalla situazione politica della disputa per il trono, facendo sì che esso non sia paragonabile con altri itinerari di altri sovrani Staufer precedenti. Non si tratta infatti di un itinerario regolare attraverso l'impero con una continua attività di notariato: si può invece osservare una regionalizzazione degli itinerari, dell'emissione di documenti e delle visite a corte, che Bernd Schütte ha interpretato come un «ritiro del potere centrale reale».
Filippo è considerato il «primo sovrano romano-tedesco alla cui corte si trovano testimonianze di poesia cortese e che divenne egli stesso oggetto di poesia cortese». Walther von der Vogelweide dedicò una Sangspruch, il Primo Philippston, all'Hoftag di Magdeburgo del 1199. Durante il suo breve regno, Filippo non ebbe l'opportunità di promuovere l'arte o di costruire edifici e non promosse nemmeno in modo particolare le istituzioni spirituali.

### Assassinio

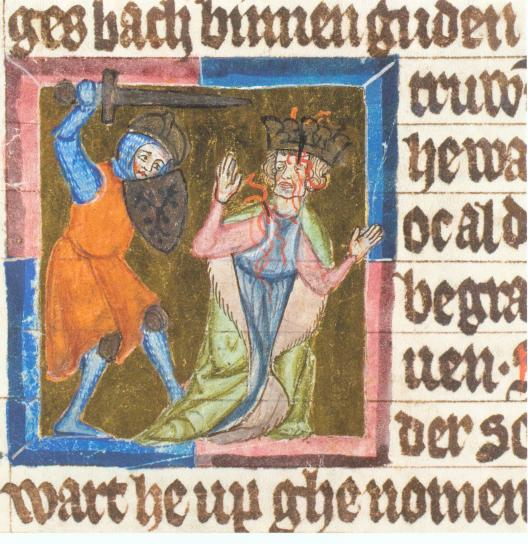
Il conte palatino Ottone di Wittelsbach uccide Filippo di Svevia. Miniatura del Sächsische Weltchronik, Germania settentrionale, primo quarto del XIV secolo, Berlino, Biblioteca statale del patrimonio culturale prussiano, Ms. germ. fol. 129, fol. 117v.

Dalla fine di maggio del 1208 Filippo si stava preparando per una campagna contro Ottone IV e i suoi alleati. Interruppe questi piani per partecipare alle nozze di sua nipote Beatrice di Borgogna e del duca Ottone VII di Merania a Bamberga il 21 giugno. Dopo le nozze, lo Staufer si ritirò nelle sue stanze private nella Vecchia Corte, ove venne assassinato nel pomeriggio da Ottone VIII di Wittelsbach. Il vescovo Ecberto di Bamberga e suo fratello, il margravio d'Istria Enrico II, furono sospettati di essere a conoscenza dei piani. Altri storici medievali hanno espresso dubbi sulla loro complicità o non hanno nemmeno menzionato altri possibili responsabili.
Per la prima volta dalla fine del periodo merovingio un re era stato assassinato. Insieme ad Alberto I d'Asburgo (1308), Filippo è l'unico re dei Romani a cadere vittima di un attentato. Nessun cronista fu testimone dell'omicidio. Le fonti contemporanee non concordano molto sulle modalità dell'assassinio. La maggior parte dei cronisti medievali, tra cui uno di Piacenza, ritengono che il movente dell'omicidio fosse l'annullamento della promessa di matrimonio: infatti, dopo una sfortunata campagna in Turingia, Filippo aveva promesso in sposa la sua terza figlia Cunegonda ai Wittelsbach nell'estate del 1203, per farne un partner affidabile nella lotta contro il langravio di Turingia Ermanno. Negli anni successivi, Filippo riuscì sempre più a farsi accettare nel regno per la sua regalità e nel novembre 1207, in occasione di un Hoftag ad Augusta, promise in sposa Cunegonda al piccolo Venceslao, di due anni, figlio del re Ottocaro I di Boemia. Filippo sperava che questa alleanza matrimoniale avrebbe assicurato il sostegno duraturo della Boemia. Per i Wittelsbach questo atto era considerabile un attacco al loro prestigio, in quanto il loro status sociale era sotto attacco e, per riconquistare la propria accettazione sociale, dovevano reagire al disonore.
Dall'attenta analisi delle fonti Eduard Winkelmann nel XIX secolo, la storiografia ha ipotizzato che Ottone di Wittelsbach abbia agito in realtà da solo e senza complici. Al contrario, nel 1998 Bernd Ulrich Hucker ha individuato un «piano cospirativo completo» e sospetta un «colpo di Stato»: secondo questo storico, anche la stirpe degli Andechs-Merania (i già citati fratelli Ecberto e Enrico), il re Filippo II Augusto di Francia e il duca Enrico I di Brabante erano coinvolti in questo vasto complotto che, sempre secondo lo storico, aveva come obiettivo quello di porre sul trono lo stesso Enrico I di Brabante. Che questa teoria di Hucker sia vera o falsa, in ogni caso il colpo di Stato non avvenne, senza contare che il beneficio che avrebbe tratto il re francese dalla rimozione di Filippo e da un regalità brabantina resta non chiaro. In quanto fedeli seguaci di Filippo, spesso ospiti della sua corte e da lui sostenuti, gli Andechs-Meraneia non avevano in realtà alcun interesse alla sua morte.

## Posterità
Filippo fu inizialmente sepolto nella cattedrale di Bamberga, luogo di sepoltura di Enrico II e Corrado III. Il suo avversario Ottone inseguì senza sosta gli assassini nel tentativo di dimostrare la sua innocenza. Solo gli annali di Pegau ritennero comunque responsabili dell'omicidio i sostenitori di Ottone. La moglie di Filippo, Irene/Maria, morì solo poche settimane dopo il regicidio di Bamberga a causa di un aborto spontaneo. Ottone fu in grado di affermare rapidamente il suo dominio nel regno. In un Hoftag tenutasi a Francoforte nel novembre 1208, Ottone fu quasi unanimemente riconosciuto come sovrano. L'obiettivo più importante era stabilire l'ordine nel regno e, a tal fine, fu decretato un Landfrieden e fu imposto bando imperiale agli assassini di Filippo e sui suoi presunti complici, i due fratelli Ecberto di Bamberga e il margravio Enrico II d'Istria, della stirpe degli Andechs-Merania, ed essi, di conseguenza, persero tutte le cariche, i diritti e le proprietà. Inoltre, fu organizzato il fidanzamento di Ottone con Beatrice, la figlia maggiore di Filippo. L'assassino di Filippo, Ottone di Wittelsbach, fu trovato nel marzo 1209 dal maresciallo imperiale Enrico di Kalden in un granaio sul Danubio vicino a Ratisbona e decapitato. I fratelli Andechs, invece, furono riabilitati politicamente tre anni dopo.

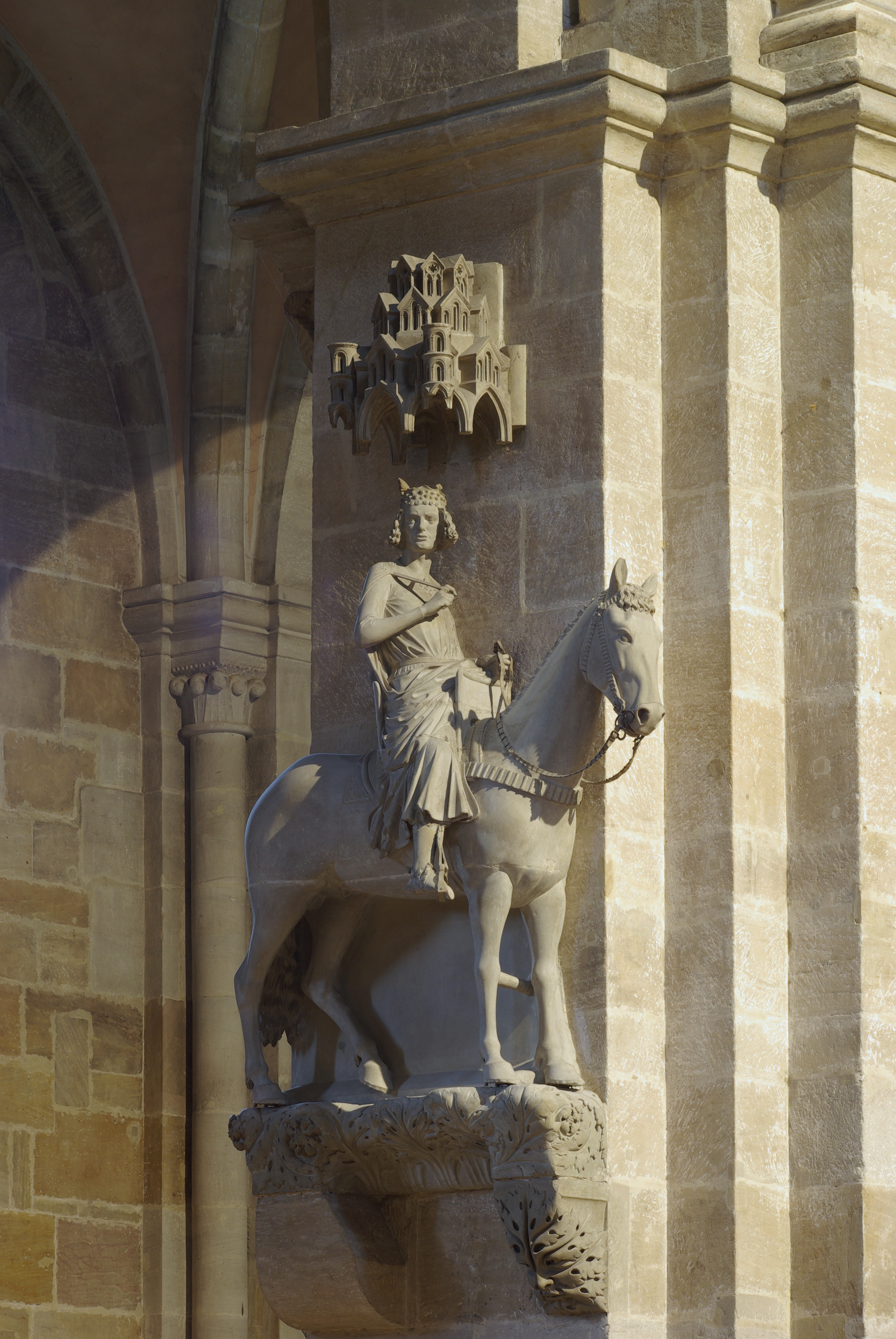
Vista di profilo del Cavaliere di Bamberga

Il tentativo di Ottone di conquistare il regno di Sicilia lo portò alla scomunica da parte di papa Innocenzo III nel 1210 e il Welfen perse il consenso per il suo dominio in Germania. Alcuni grandi annullarono quindi la loro fedeltà a Ottone ed elessero lo Staufer Federico II come altro imperatore (alium imperatorem). Nel 1212, Federico si trasferì nella parte settentrionale dell'impero. Al volgere dell'anno 1213/14, il dominio di Federico nell'impero a nord delle Alpi non era ancora sicuro e, in questo contesto, Federico fece trasferire le spoglie di Filippo da Bamberga a Spira. Non sembra che Federico si sia recato personalmente a Bamberga per il trasferimento della salma. È possibile che i successivi sovrani Staufer abbiano evitato Bamberga a causa dell'omicidio di Filippo. In ogni caso, non risulta nei documenti che tornarono mai. Filippo fu sepolto nella cattedrale di Spira nel Natale del 1213. La cattedrale imperiale di Spira era considerata il luogo commemorativo della dinastia Salica-Staufer ed era il luogo di sepoltura più importante della regalità romano-tedesca. Federico poté inserirsi nella tradizione Salica-Staufer grazie al trasferimento dello zio Filippo. La fiducia negli Staufer si rafforzò e si esercitò un'influenza sugli avversari di Federico. A Spira, dalla metà del XIII secolo, l'anniversario di Filippo fu celebrato in modo simile a quello di Enrico IV di Franconia. Filippo fu l'ultimo re dei Romani a essere registrato in entrambi i registri di morte medievali del capitolo della cattedrale di Spira. Il Cavaliere di Bamberga, una figura scolpita in pietra nella cattedrale di Bamberga intorno al 1235, è stato ripetutamente identificato con Filippo; Hans Martin Schaller lo considera un tentativo di onorare la memoria di Filippo. Tuttavia, si è ipotizzato che la figura rappresentasse anche l'imperatore romano Costantino, il re ungherese Stefano il Santo o i sovrani Enrico II il Santo o Federico II.

### Giudizi medievali
Molti cronisti considerarono la disputa tra i due re come una grave rottura dell'ordine divino rappresentato dal sovrano. Filippo è descritto in dettaglio nella cronaca del premonstratense Burcardo di Ursberg: nel 1229/1230, esso scrisse una continuazione del Chronicon universale di Eccheardo d'Aura, divenendo una delle fonti più importanti per la storia dell'impero all'inizio del XIII secolo. Per il cronista, fedele agli Staufer, Filippo era dolce, mite, affabile, gentile e piuttosto generoso, mentre Ottone è definito re solo dopo l'assassinio dello Staufer. Nonostante la sua grande forza fisica, gli mancavano tutte le virtù importanti di un sovrano: per Burcardo, esso era infatti «altero e stupido, ma coraggioso e di alta statura» (superbus et stultus, sed fortis videbatur viribus et statura procerus). Il cronista Arnoldo di Lubecca, che invece era fedele ai Welfen, che aveva definito Filippo un «ornamento delle virtù», descrisse il regno di Ottone fino all'assassinio di Filippo come ordinato da Dio. Walther von der Vogelweide svolse un ruolo importante nel plasmare l'immagine di Filippo presso i posteri, descrivendolo in omaggio come un «jungen suezen man».
Il regicidio di Bamberga non ebbe un impatto rilevante sulla storia successiva dell'impero. I cronisti e gli annali successivi descrivono il passaggio della regalità da Filippo a Ottone come un processo senza intoppi. Tuttavia, dopo l'esperienza della disputa per il trono, si verificò un notevole impulso allo sviluppo, che portò a un ripensamento delle abitudini di scrittura e il Sachsenspiegel di Eike di Repgow ne è considerato un'importante testimonianza.

### Ricezione artistica
In epoca moderna, Filippo di Svevia è poco ricordato, e la sua figura risulta essere di secondo piano rispetto ad altri sovrani Staufer come il padre Federico Barbarossa e il nipote Federico II. Il suo regno infatti, limitato a pochi anni, non fu mai incontrastato e non fu mai incoronato imperatore. Inoltre, combatté un conflitto importante con il papa, che avrebbe potuto essere definito dalla vecchia storiografia come un presunto fallimento del potere centralizzato medievale. Inoltre, il suo nome non può essere associato ad alcun concetto straordinario di governo e il suo assassinio non poté essere usato per le dispute confessionali o per la fondazione di uno Stato nazionale tedesco nel XIX secolo.
Le rappresentazioni del regicidio di Bamberga sono rare nella pittura storica. Un disegno dell'omicidio è stato realizzato nel 1890 da Alexander Zick, uno schizzo è stato fatto da Carl Friedrich Lessing, senza trasformarlo in un dipinto. Il 4 luglio 1998, l'opera teatrale "Der Königsmord zu Bamberg" di Rainer Lewandowski è stata presentata per la prima volta all'E.T.A.-Hoffmann-Theater di Bamberga.

### Storia della ricerca

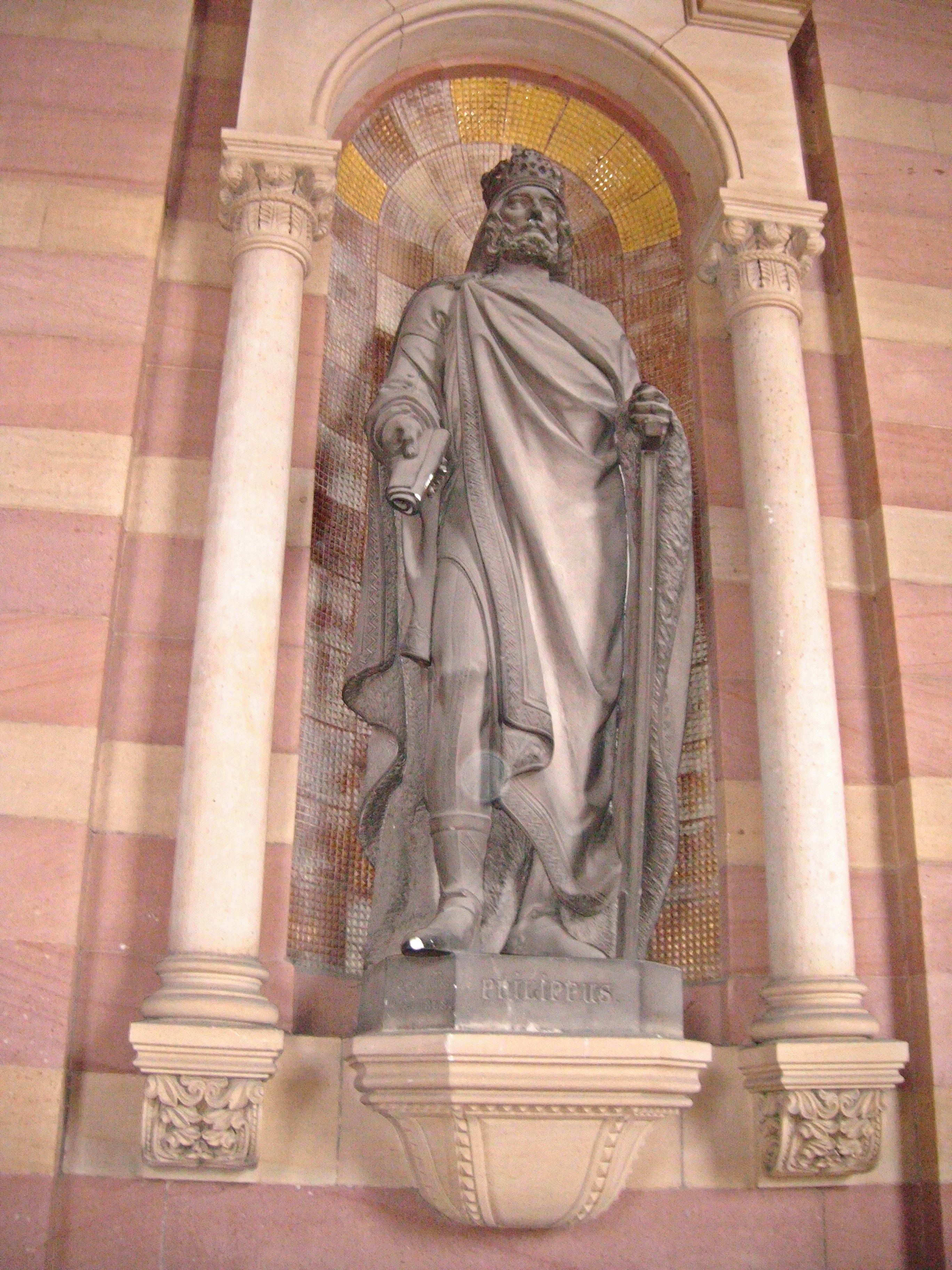
Grande statua di Filippo di Svevia nel vestibolo della cattedrale di Spira, realizzata da Anton Dominik Fernkorn, 1858

Gli storici del XIX secolo erano interessati a un forte potere centralizzato monarchico e quindi cercavano le cause del tardivo emergere dello Stato nazionale tedesco. Le "fonti del potere della nazione tedesca" erano situate, secondo essi, nel Medioevo. I re e gli imperatori sono stati considerati i primi rappresentanti di un forte potere monarchico, auspicato anche per il presente. Il giudizio degli storici si basava sul fatto che i governanti medievali avessero accresciuto il potere reale nei confronti della nobiltà e della Chiesa o che fossero responsabili di una perdita di potere. La visione della storia caratterizzata da questo aspetto emerse dopo la dissoluzione dell'Antico Impero e la campagna di Germania del 1813 (definita "guerre di Liberazione" nella storiografia tedesca) contro Napoleone. Da questo punto di vista, i re e gli imperatori tedeschi sotto le dinastie degli Ottoni, dei Salici e degli Staufer apparivano estremamente potenti, in quanto avevano occupato una posizione preminente in Europa. Nel corso del Medioevo, tuttavia, gli imperatori persero questa posizione di potere a causa del papato e dei principi: secondo infatti la storiografia protestante nazionalista tedesca, essi erano considerati come i "becchini del potere reale tedesco". Due "svolte" furono considerate decisive per la perdita del potere centralizzato: nella "prima svolta", Enrico IV perse l'influenza reale sulla chiesa quando si recò a Canossa nel 1077; il secondo punto di svolta fu la doppia elezione del 1198: in quell'occasione la nobiltà si era servita del dell'elezione reale per ottenere privilegi dai re ed espandere così il proprio dominio. Questa visione di una perdita di potere della regalità tedesca a causa della doppia elezione del 1198 rimase predominante per molto tempo. Ancora nel libro di Karl Bosl del 1950 "Die Reichsministerialität", il regno di Filippo e Ottone rappresentò «una tremenda, se non forse addirittura decisiva battuta d'arresto subita dalla regalità tedesca nel suo ultimo tentativo di costruire uno Stato».
Lo studio accademico su Filippo come persona iniziò nel 1852 con la monografia König Philipp der Hohenstaufe di Heinrich Friedrich Otto Abel, che non nascondeva le sue simpatie per Filippo. Gli Jahrbücher der Deutschen Geschichte unter Philipp von Schwaben und Otto IV (1878) di Eduard Winkelmann divennero l'opera classica attorno alla sua figura che, con le sue 541 pagine dettagliatamente descritte, si tratta del resoconto finora più dettagliato dello Staufer. Egli fa seguito a una dichiarazione di Johann Friedrich Böhmer, che aveva definito Filippo come «il migliore di tutti gli Staufer». Nella sua prefazione, Winkelmann considerava Filippo il vero re tedesco per la sua «fedele difesa dei diritti imperiali contro il principato ribelle e contro il papa, contro la Danimarca e contro la Francia [...]», era «attraente come persona e come re era da annoverare tra i migliori e più capaci». Wilhelm Grotefend, nella sua tesi nel 1866, a differenza di Winkelmann e Abel, esprime un giudizio su Filippo severo, considerando lo Staufer come avente una «personalità dipendente e debole, dalla forma regolare e dall'aspetto grazioso, ma priva di nobiltà d'animo». Il fattore decisivo di questo giudizio fu che Filippo non aveva lottato abbastanza per la sua regalità e avevano concesso al re francese l'influenza sull'impero grazie alla sua alleanza con lui. Inoltre, aveva permesso al papa arrogante e ai principi egoisti di pretendere troppe concessioni.
A partire dagli anni '80 del secolo scorso, la ricerca medievale ha acquisito numerose nuove conoscenze sulla regalità altomedievale. La regalità tedesca nel Medioevo non è più percepita come una storia di declino, al contrario, il re e i grandi erano visti come «partner principali naturali ed evidenti dell'impero». La vecchia immagine dei principi egoisti, che volevano solo indebolire la regalità, è stata relativizzata sottolineando che i grandi si sono ripetutamente adoperati per risolvere la disputa sul trono. Ricerche più recenti hanno spostato l'attenzione sulla comunicazione e sull'interazione tra il sovrano e i suoi grandi, indirizzo di ricerca denominato "comunicazione simbolica". Le azioni di Filippo non sono più state analizzate in termini di aumento del potere monarchico, ma piuttosto in termini di mezzi con cui tentava di affermare la propria regalità all'interno della rete di relazioni aristocratiche.
A differenza degli altri Staufer, Filippo rimase a lungo un sovrano trascurato negli studi medievistici. Per diversi decenni non apparvero resoconti importanti su Filippo. Il suo assassinio a Bamberga non ha suscitato l'interesse della Historischer Verein Bamberg né nel 1908 né nel 1958. Solo di recente Filippo ha ricevuto una maggiore attenzione da parte degli storici. Nel 1998, Bernd Ulrich Hucker ha descritto Filippo come un «re debole» che dipendeva interamente dalla dall'autorità dei ministeriali, a causa della quale i principi imperiali avevano perso la loro influenza sul re e, i questo contesto, non vedeva più l'assassinio di Filippo di Svevia come una vendetta privata, ma come un "colpo di stato" da parte di importanti élite imperiali. Questa ipotesi ha suscitato discussioni controverse e non è prevalsa. Dal 2002, Andrea Rzihacek e Renate Spreitzer hanno preparato un'edizione dei diplomi di Filippo di Svevia per conto dei Monumenta Germaniae Historica. L'edizione pubblicata nel 2014 comprende un totale di 216 carte e deperdita, tra cui undici diplomi del periodo di Filippo come duca di Tuscia, quattro nella sua funzione di duca di Svevia e 199 carte dei dieci anni di regno di Filippo come re, di cui circa due terzi sono prodotti della sua cancelleria.
Il lavoro pubblicato da Bernd Schütte nel 2002 ha analizzato il raggio d'azione e la capacità di integrazione della regalità di Filippo sulla base degli itinerari, dell'emissione di diplomi e della corte. Il risultato contraddice la tesi di Hucker secondo cui Filippo era un sovrano debole. Schütte ha interpretato l'aumento della produzione di carte da una media di 1,5 documenti al mese a poco più di due documenti dopo il cambio di fazione dell'arcivescovo Adolfo di Colonia nel novembre 1204 come un «indicatore del riconoscimento della sua regalità». Egli affermò inoltre che il raggio d'azione di Filippo si era esteso oltre le aree di presenza personale attraverso la concessione del diploma. Nel 2003, Peter Csendes ha pubblicato la prima biografia moderna dopo 130 anni. Nel 2008, in occasione dell'800º anniversario dell'assassinio di Filippo, la Gesellschaft für staufische Geschichte ha dedicato un volume agli Staufer. La riunione di primavera del gruppo di lavoro per la storia regionale e locale della Verband der württembergischen Geschichts- und Altertumsvereine, tenutasi il 25 aprile 2008, era intitolata "Filippo di Svevia († 1208) e il suo governo nel sud-ovest tedesco", in cui il suo regno è stato analizzato da una prospettiva storica regionale. Nel maggio 2008 si è tenuta a Vienna una conferenza i cui contributi sono stati pubblicati nel 2010. Sulla base dell'edizione delle carte del regno di Filippo, gli studi forniscono nuovi spunti di riflessione.

## Matrimonio e figli
Nel maggio 1197, Filippo sposò Irene Angelo, figlia dell'imperatore bizantino Isacco II, e vedova di Ruggero III di Sicilia; una dama che viene descritta da Walther von der Vogelweide come "rosa senza spine, colomba senza inganno." Essi ebbero:
- Beatrice (1198-Nordhausen, 11 agosto 1212), che morì pochi giorni dopo il matrimonio con Ottone IV di Brunswick;
- Maria (1200 circa-Lovanio, 1235), che nell'agosto 1215, sposò Enrico II di Brabante (1207-1248);
- Reginaldo (1201- morto giovane), tumulato nell'abbazia di Lorsch;
- Cunegonda (1202-13 settembre 1248), che sposò l'erede e futuro re di Boemia, Venceslao I di Boemia, figlio di Ottocaro I di Boemia;
- Elisabetta (Beatrice) (1203-Toro, 30 novembre 1235), che sposò il re di Castiglia, Ferdinando III, figlio del re del León, Alfonso IX e della seconda moglie, Berenguela di Castiglia;
- Federico (1205 circa-morto giovane), tumulato nell'abbazia di Lorsch;
- Beatrice (agosto 1208), nata postuma e vissuta poche ore, tumulata nell'abbazia di Lorsch.

## Ascendenza
|                         |                    |                         | Genitori               |  |  | Nonni |  |  | Bisnonni             |  |  | Trisnonni         |  |
|                         |                    |                         |                        |  |  |       |  |  | Federico I di Svevia |  |  | Federico di Büren |  |
|                         |                    |                         |                        |  |  |       |  |  | Federico I di Svevia |  |  | Federico di Büren |  |
|                         |                    | Ildegarda di Egisheim   |                        |  |  |       |  |  | Federico I di Svevia |  |  |                   |  |
| Federico di Svevia      |                    |                         |                        |  |  |       |  |  | Federico I di Svevia |  |  |                   |  |
|                         |                    | Agnese di Waiblingen    | Enrico IV di Franconia |  |  |       |  |  |                      |  |  |                   |  |
|                         |                    | Agnese di Waiblingen    | Enrico IV di Franconia |  |  |       |  |  |                      |  |  |                   |  |
|                         |                    | Agnese di Waiblingen    | Berta di Savoia        |  |  |       |  |  |                      |  |  |                   |  |
| Federico Barbarossa     |                    | Agnese di Waiblingen    |                        |  |  |       |  |  |                      |  |  |                   |  |
|                         |                    | Enrico IX di Baviera    | Guelfo I di Baviera    |  |  |       |  |  |                      |  |  |                   |  |
|                         |                    | Enrico IX di Baviera    | Guelfo I di Baviera    |  |  |       |  |  |                      |  |  |                   |  |
|                         |                    | Enrico IX di Baviera    | Giuditta di Fiandra    |  |  |       |  |  |                      |  |  |                   |  |
| Giuditta di Baviera     |                    | Enrico IX di Baviera    |                        |  |  |       |  |  |                      |  |  |                   |  |
|                         |                    | Wulfhilde di Sassonia   | Magnus di Sassonia     |  |  |       |  |  |                      |  |  |                   |  |
|                         |                    | Wulfhilde di Sassonia   | Magnus di Sassonia     |  |  |       |  |  |                      |  |  |                   |  |
|                         |                    | Wulfhilde di Sassonia   | Sofia d'Ungheria       |  |  |       |  |  |                      |  |  |                   |  |
| Filippo di Svevia       |                    | Wulfhilde di Sassonia   |                        |  |  |       |  |  |                      |  |  |                   |  |
|                         | Stefano I di Mâcon | Guglielmo I di Borgogna |                        |  |  |       |  |  |                      |  |  |                   |  |
|                         | Stefano I di Mâcon | Guglielmo I di Borgogna |                        |  |  |       |  |  |                      |  |  |                   |  |
|                         | Stefano I di Mâcon | Stefania di Vienne      |                        |  |  |       |  |  |                      |  |  |                   |  |
| Rinaldo III di Borgogna | Stefano I di Mâcon |                         |                        |  |  |       |  |  |                      |  |  |                   |  |
|                         |                    | Beatrice di Lorena      | Gerardo di Lorena      |  |  |       |  |  |                      |  |  |                   |  |
|                         |                    | Beatrice di Lorena      | Gerardo di Lorena      |  |  |       |  |  |                      |  |  |                   |  |
|                         |                    | Beatrice di Lorena      | Edvige di Namur        |  |  |       |  |  |                      |  |  |                   |  |
| Beatrice di Borgogna    |                    | Beatrice di Lorena      |                        |  |  |       |  |  |                      |  |  |                   |  |
|                         |                    | Simone I di Lorena      | Teodorico II di Lorena |  |  |       |  |  |                      |  |  |                   |  |
|                         |                    | Simone I di Lorena      | Teodorico II di Lorena |  |  |       |  |  |                      |  |  |                   |  |
|                         |                    | Simone I di Lorena      | Edvige di Formbach     |  |  |       |  |  |                      |  |  |                   |  |
| Agata di Lorena         |                    | Simone I di Lorena      |                        |  |  |       |  |  |                      |  |  |                   |  |
|                         |                    | Adelaide di Lovanio     | Enrico III di Lovanio  |  |  |       |  |  |                      |  |  |                   |  |
|                         |                    | Adelaide di Lovanio     | Enrico III di Lovanio  |  |  |       |  |  |                      |  |  |                   |  |
|                         |                    | Adelaide di Lovanio     | Gertrude delle Fiandre |  |  |       |  |  |                      |  |  |                   |  |
|                         |                    | Adelaide di Lovanio     |                        |  |  |       |  |  |                      |  |  |                   |  |

### Fonti
- Arnold von Lübeck: Chronica Slavorum, ed. Georg Heinrich Pertz, MGH SSrG 14, Hannover 1995 (Unveränderter Nachdruck der Ausgabe von 1868), ISBN 3-7752-5307-6.
- Burchardi praepositi Urspergensis chronicon, 2. Auflage, herausgegeben von Oswald Holder-Egger, Bernhard Samson (MGH SS rer. Germ. 16), Hannover/Leipzig 1916.
- Die Urkunden Philipps von Schwaben. Bearbeitet von Andrea Rzihacek und Renate Spreitzer. Unter Mitwirkung von Brigitta Merta und Christine Ottner-Diesenberger und unter Verwendung von Vorarbeiten von Paul Zinsmaier (†) und Rainer Maria Herkenrath (= Die Urkunden der deutschen Könige und Kaiser. Band 12). Harrassowitz, Wiesbaden 2014, ISBN 978-3-447-10086-1

### Enciclopedie
- (DE) Bernd Ulrich Hucker, Philipp von Schwaben, in Neue Deutsche Biographie, vol. 20, Berlin, Duncker & Humblot, 2001, ISBN 3-428-00201-6,  pp. 370 -372 (online).
- Christoph Waldecker: Philipp von Schwaben. In: Biographisch-Bibliographisches Kirchenlexikon (BBKL). Band 25, Bautz, Nordhausen 2005, ISBN 3-88309-332-7, Sp. 1070–1095

### Libri
- Eduard Winkelmann: Philipp von Schwaben und Otto IV. von Braunschweig. Band 1: König Philipp von Schwaben. 1197–1208. Duncker & Humblot, Leipzig 1873 (Digitalizzato in Internet Archive) (Nachdruck Wissenschaftliche Buchgesellschaft, Darmstadt 1968).
- Bernd Schütte: König Philipp von Schwaben. Itinerar – Urkundenvergabe – Hof. Hahnsche Buchhandlung, Hannover 2002, ISBN 3-7752-5751-9 (Recensione).
- Peter Csendes: Philipp von Schwaben. Ein Staufer im Kampf um die Macht. Primus Verlag, Darmstadt 2003, ISBN 3-89678-458-7 (Recensione).
- Klaus van Eickels: Otto IV. (1198–1218) und Philipp (1198–1208). In: Bernd Schneidmüller, Stefan Weinfurter (Hrsg.): Die deutschen Herrscher des Mittelalters. Historische Portraits von Heinrich I. bis Maximilian I. C. H. Beck, München 2003, ISBN 3-406-50958-4, S. 272–292.
- Peter Csendes u. a.: Philipp von Schwaben. Ein Staufer im Kampf um die Königsherrschaft (= Schriften zur staufischen Geschichte und Kunst. Band 27). Gesellschaft für staufische Geschichte, Göppingen 2008, ISBN 978-3-929776-19-5.
- Andrea Rzihacek, Renate Spreitzer (Hrsg.): Philipp von Schwaben. Beiträge der internationalen Tagung anläßlich seines 800. Todestages, Wien, 29. bis 30. Mai 2008 (= Forschungen zur Geschichte des Mittelalters. Band 19). Verlag der Österreichischen Akademie der Wissenschaften, Wien 2010, ISBN 978-3-7001-6651-1 (Recensione).